# South Weald
South Weald – wieś w Anglii, w Esseksie. W 1931 wieś liczyła 6370 mieszkańców. South Weald jest wspomniana w Domesday Book (1086) jako Walda/Welda.